# Théorie du double génocide (Seconde Guerre mondiale)
La « théorie du double génocide » (en lituanien : Dvigubo genocido požiūris, littéralement « approche du double génocide ») prétend que deux génocides d'égale gravité ont eu lieu pendant la Seconde Guerre mondiale. Elle allègue que l'Union soviétique a commis des atrocités contre les Européens de l'Est qui étaient équivalentes tant en ampleur qu'en nature à l'Holocauste, au cours duquel environ six millions de Juifs ont été systématiquement exterminés par l'Allemagne nazie. Cette théorie a commencé à gagner en popularité en Lituanie après la dislocation de l'Union soviétique en 1991, notamment dans le cadre des discussions sur la Shoah en Lituanie. Une version plus extrémiste de la théorie est antisémite et cherche à justifier les actions des collaborateurs avec l'occupant nazi en tant que représailles, accusant les Juifs de complicité dans la répression soviétique, en particulier en Lituanie, dans l'est de la Pologne et dans le nord de la Roumanie,,,. Les chercheurs ont fermement critiqué la « théorie du double génocide », la considérant comme une forme de banalisation de l’Holocauste.

## Histoire
Après la dislocation de l'Union soviétique, de nombreux États post-soviétiques, en particulier les États baltes, ont construit des monuments aux victimes de l'occupation soviétique, décerné des décorations posthumes aux collaborateurs avec l'occupant nazi et consacré des ressources publiques à des comités historiques qui ont donné la priorité aux souffrances de leur nation sous l'occupation soviétique plutôt qu'à celles des Juifs de leur nation sous l'occupation nazie,.
En Lituanie, le Musée des victimes du génocide (portant désormais le nom de Musée des occupations et des luttes pour la liberté) a été ouvert en 1992, commémorant les victimes des crimes contre l'humanité pendant l'occupation soviétique, mais mentionne rarement l'Holocauste en Lituanie. Jusqu'en 2011, l'Holocauste n'était mentionné qu'une seule fois dans l'ensemble du musée, en comparaison des deux salles consacrées à l'occupation soviétique. Selon Ljiljana Radonić, politologue spécialiste de la mémoire nationale, « la manière dont les victimes juives sont représentées montre que cette référence à l'Holocauste est purement superficielle ». Dans le bâtiment principal du musée juif de Lituanie, une plaque affirme que « les premiers massacres de Juifs ont eu lieu dans le contexte du chaos de la guerre ». Dans ledit contexte, certains postulats de base de la « théorie du double génocide » ont été développés. Les nationalistes lituaniens, soutenus par l'État, ont faussement affirmé que plusieurs collaborateurs nationalistes étaient des héros antisoviétiques, que les victimes juives n'étaient que des dommages collatéraux dans le brouillard de la guerre, et que toute documentation qui contredisait cette affirmation est de la propagande soviétique. Cependant, les documents historiques montrent que les Juifs lituaniens ont été ciblés pour être exterminés – en raison de leur appartenance à ce groupe particulier – à la fois par les nazis et par les forces nationalistes locales, ces dernières ayant joué un rôle majeur dans le génocide.
L'historien lituanien Vytautas Berenis a déclaré que la « théorie du double génocide » avait une influence considérable sur l'historiographie et le journalisme en Lituanie. Berenis affirme que les nationalistes lituaniens excusent la collaboration de leur pays en affirmant que les collaborateurs ne faisaient que riposter contre les « communistes juifs » qui étaient prétendument surreprésentés dans les rangs du NKVD, la police politique soviétique, et parmi les cadres du parti communiste. Berenis affirme que cette théorie est erronée sur le fond. De nombreux Juifs n’ont pas soutenu les Soviétiques – un nombre disproportionné d’entre eux ont été victimes des déportations soviétiques. De plus, en octobre 1940, 68,49 % des membres du Parti communiste lituanien étaient d'origine lituanienne, tandis que 16,24 % étaient juifs - mais presque toutes les victimes des atrocités nationalistes furent juives,. Le poète et dissident Tomas Venclova a critiqué la notion de « double génocide » dans son essai de 1975 "Žydai ir lietuviai" (« Juifs et Lituaniens ») et des publications ultérieures. Selon Venclova, la théorie occulte le rôle des Lituaniens dans les crimes contre l'humanité commis en Lituanie en en attribuant toute la culpabilité à des acteurs non lituaniens.
En 2010, le politologue Evgeny Finkel a déclaré : « Il n’existe pratiquement aucun pays dans la vaste région qui s’étend de l’Estonie au nord au Kazakhstan au sud, dans lequel les autorités ou l’opposition n’aient pas sérieusement envisagé l’idée de reconnaître officiellement les souffrances passées comme des génocides, trouvant souvent des moyens créatifs pour concilier la définition juridique du concept … et le dossier historique. ».

## Analyse
Selon Michael Shafir, la « théorie du double génocide » est, au pire, une occultation de l'Holocauste. Le politologue Clemens Heni (de) y voit une forme de banalisation de l'Holocauste. L'historien Alexander Karn à propos de l'idée d'un « double génocide » écrit qu'elle « repose sur l'effacement de la participation lituanienne à l'Holocauste ». L'ethnologue Carole Lemée y voit un symptôme d' un antisémitisme persistant.
Dovid Katz, spécialiste américain du yiddish, décrit la « théorie du double génocide » comme une forme de révisionnisme de l'Holocauste, dont le débat est suscité par un « mouvement en Europe qui croit que les crimes – moralement, éthiquement – du nazisme et du communisme sont absolument égaux, et que ceux d'entre nous qui ne pensent pas qu'ils sont absolument égaux, sont peut-être indulgents envers le communisme ». Selon Katz, la « théorie du double génocide » est « une initiative relativement récente (bien que fondée sur une apologétique plus ancienne concernant l'Holocauste) qui cherche à créer une équivalence morale entre les atrocités soviétiques commises contre la région balte et l'Holocauste dans l'histoire européenne ». Katz écrit en outre que « le débat a gagné en traction politique et en valeur depuis que les États baltes ont rejoint l'Union européenne en 2004. Depuis leur adhésion à l'UE, les États baltes ont tenté de minimiser la collaboration massive de leurs nations avec les nazis et d'inciter l'Occident à réviser l'histoire dans le sens d'une pensée du double génocide ». Katz recommande que « les États de la région honorent les victimes du communisme et exposent les maux du communisme comme des problèmes uniques, " sans le signe égal " ».

### Terres de sanget le débat sur le caractère unique de l'Holocauste
Le livre de Timothy Snyder, Terres de sang : L'Europe entre Hitler et Staline (2010), a suscité des critiques parmi les universitaires, car il suggère une équivalence morale entre les meurtres de masse soviétiques et l'Holocauste nazi. L'historien Richard J. Evans a commenté : « Il me semble qu'il assimile simplement le génocide nazi aux massacres perpétrés en Union soviétique sous Staline. (...) Il n'y a rien de mal à comparer. C'est l'équation que je trouve très troublante. ». Efraim Zuroff qualifie le livre de « canard de l'équivalence ». Lors d'un débat public dans The Guardian à partir de septembre 2010, Zuroff a accusé Snyder d'avoir fourni une base scientifique aux « théories historiquement inexactes du " double génocide " » en mettant l'accent sur le pacte Molotov-Ribbentrop et en détournant l'entière responsabilité du principal coupable de la Seconde Guerre mondiale. Katz a commenté que « Snyder flirte avec l'équivalence morale très erronée entre Hitler et Staline », auquel Snyder a répondu : « Je suis d'accord avec Zuroff et Katz sur la centralité de l'Holocauste, mais nous ne devons pas négliger la façon dont Staline a permis les crimes d'Hitler. ». Katz dit que la réévaluation historique de Snyder du pacte germano-soviétique coïncide avec les intentions ultranationalistes baltes.
Selon l'historien Thomas Kühne, remontant à l'Historikerstreit, des intellectuels conservateurs comme Ernst Nolte et le débat sur le caractère unique de l'Holocauste, les tentatives de relier les crimes soviétiques et nazis, citant des livres comme Terres de sang de Snyder comme exemples marquants, sont « aussi politiquement délicates aujourd'hui qu'elles l'étaient alors. Comme cela semble réduire la responsabilité des nazis et de leurs collaborateurs, partisans et claqueurs, cela est bien accueilli dans les cercles de droite de divers types : les conservateurs allemands dans les années 1980, qui voulaient " normaliser " le passé allemand, et les ultranationalistes et les Européens de l'Est d'aujourd'hui, qui minimisent les crimes nazis et exagèrent les crimes communistes afin de promouvoir une mémoire européenne commune qui fusionne le nazisme et le stalinisme dans une théorie du " double génocide " qui donne la priorité aux souffrances de l'Europe de l'Est sur celles des Juifs, obscurcit la distinction entre auteurs et victimes et offre un soulagement face à l'héritage amer de la collaboration des Européens de l'Est au génocide nazi. ».

### Politiques mémorielles et de l’Holocauste en Europe de l’Est
La notion d'« Holocauste rouge » a été inventé par l'Institut d'histoire contemporaine (Munich Institut für Zeitgeschichte) à Munich,. Steven Rosefielde, spécialiste des études soviétiques et communistes, a fait référence à un « Holocauste rouge » pour tous les « massacres commis en temps de paix » sous les États communistes. Selon l'historien Jörg Hackmann (de), ce terme n'est pas populaire parmi les chercheurs en Allemagne ou à l'étranger. L'historienne Alexandra Laignel-Lavastine écrit que l'usage de ce terme « permet à la réalité qu'il décrit d'atteindre immédiatement, dans l'esprit occidental, un statut égal à celui de l'extermination des Juifs par le régime nazi »,. Shafir affirme que l'utilisation du terme soutient la « composante de martyre compétitif du double génocide ». Le politologue George Voicu écrit que Leon Volovici a « condamné à juste titre l'utilisation abusive de ce concept comme une tentative d'usurpation et de sape d'un symbole spécifique à l'histoire des Juifs européens ». Selon la politologue Jelena Subotić, la mémoire de l'Holocauste a été détournée dans les États post-communistes dans une tentative d'effacer les crimes fascistes et la participation locale à la Shoah, et d'utiliser leur imagerie pour représenter les crimes réels ou imaginaires des États communistes comme une appropriation de la mémoire.
Selon l'ethnographe américaine et professeure d'études russes et est-européennes à l'Université de Pennsylvanie Kristen Ghodsee, les efforts visant à institutionnaliser la « thèse du double génocide », ou l'équivalence morale entre l'Holocauste nazi (meurtre racial) et les victimes du communisme (meurtre de classe), en particulier la poussée au début de la crise financière de 2007-2008 pour la commémoration de ce dernier en Europe, peuvent être considérés comme la réponse des élites économiques et politiques aux craintes d'une résurgence de la gauche face aux économies dévastées et aux inégalités sociales extrêmes dans les mondes oriental et occidental en raison des excès du capitalisme néolibéral. Elle affirme que toute discussion sur les réalisations des États communistes, notamment l'alphabétisation, l'éducation, les droits des femmes et la sécurité sociale, est généralement passée sous silence, et que tout discours sur le communisme se concentre presque exclusivement sur les crimes de Joseph Staline et sur la « thèse du double génocide », un paradigme intellectuel résumé ainsi : « 1) tout mouvement vers la redistribution et l'éloignement d'un marché totalement libre est considéré comme communiste ; 2) tout ce qui est communiste mène inévitablement au meurtre de classe ; et 3) le meurtre de classe est l'équivalent moral de l'Holocauste. » En reliant tous les idéaux de gauche et socialistes aux excès du stalinisme, Ghodsee postule que les élites espèrent discréditer et marginaliser toutes les idéologies politiques qui pourraient « menacer la primauté de la propriété privée et du marché libre ».
Dans son ouvrage The Holocaust/Genocide Template in Eastern Europe (2020), la politologue Ljiljana Radonić explique comment « les " guerres de mémoire " au cours de la re-narration post-communiste de l’histoire depuis 1989 et la réaction autoritaire actuelle » et comment « des " guerriers mémoriels » utilisent le " modèle de l’Holocauste " et le concept de génocide de manière tendancieuse pour justifier des politiques radicales et externaliser la culpabilité de leur isolement international et de la détérioration des conditions sociales et économiques au niveau national. ». En ce sens, « le paradigme du " double génocide "… se concentre sur " notre propre " souffrance nationale sous le nazisme et le communisme, prétendument " tout aussi " pervers ». Radonić avance que cette « théorie » et les accusations de génocide communiste proviennent d'un « lexique anticommuniste des émigrés depuis les années 1950 et plus récemment de politiciens et universitaires révisionnistes » ainsi que de la « banalisation comparative » de l'Holocauste qui « résulte du fait de placer les meurtres d'après-guerre de collaborateurs présumés de l'Axe et d'opposants au régime de Tito dans le même cadre conceptuel que le meurtre nazi de six millions de Juifs », décrivant cela comme « un effort pour diaboliser le communisme plus largement comme une idéologie apparentée au nazisme ».

## Cas notables
En 2006, l'historien Yitzhak Arad, qui était prisonnier dans le ghetto de Vilnius et s'est échappé pour rejoindre les partisans soviétiques, a été qualifié de « soldat d'assaut du NKVD » par le journal lituanien Respublika. En 2008, deux femmes juives âgées ont fait l’objet d’une enquête pour leurs activités partisanes. Arad a cité ces poursuites comme découlant de la « théorie du double génocide », dont le concept est décrit comme suit : « Afin de justifier la participation des Lituaniens au massacre des Juifs, il y avait un besoin ressenti d'inventer des Juifs qui ont tué de la même manière des Lituaniens. ». En réponse aux enquêtes, Katz a décrit cela comme une forme de banalisation de l'Holocauste, un autre terme pour la « théorie du double génocide », qui « implique une série de fausses équivalences morales : les Juifs étaient des citoyens déloyaux de la Lituanie d'avant-guerre, ont aidé les occupants soviétiques en 1940 et étaient donc en partie responsables de leur sort. Et le génocide qui compte vraiment est celui que le peuple lituanien a subi aux mains des Soviétiques après 1944. ».
Le Musée historique de Serbie a organisé l'exposition très médiatisée « Au nom du peuple – La répression politique en Serbie de 1944 à 1953 », qui, selon Subotić, « promettait de montrer de nouveaux documents historiques et des preuves de crimes communistes, allant des assassinats, des enlèvements et des détentions dans des camps à la collectivisation, aux procès politiques et à la répression », mais qui montrait en réalité « des photographies aléatoires et complètement décontextualisées de " victimes du communisme ", qui comprenaient des personnes innocentes mais aussi de nombreux collaborateurs fascistes avérés, des membres du gouvernement de salut national, des milices d'extrême droite et du mouvement tchetnik allié à l'Axe ». Un autre exemple est la célèbre photographie de prisonniers du camp de concentration de Buchenwald, qui a été exposée dans la section consacrée à un camp de prisonniers politiques de l'ère communiste sur l'île adriatique de Goli Otok, la décrivant comme « l'exemple des conditions de vie des prisonniers de Goli Otok », et n'a pas fait l'objet de correction après que la fausse représentation a été révélée. Après le tollé des historiens de l'Holocauste, une petite note a été collée sous la légende de l'exposition, sur laquelle on pouvait lire : « Lits superposés des prisonniers dans le camp de Dachau ». Selon Subotić, cette forme de révisionnisme « est devenue si courante et soutenue par l'État qu'en 2018, la présidente croate Kolinda Grabar-Kitarović a appelé à la création d'une commission internationale pour déterminer la vérité sur le camp entre 1941 et 1945, " mais aussi après " - ce qui indique que le récit selon lequel Jasenovac était un camp communiste après la guerre était désormais accepté au sommet du pouvoir ».